# Lecane pomiformis
Lecane pomiformis är en hjuldjursart som beskrevs av John R. Edmondson 1938. Lecane pomiformis ingår i släktet Lecane och familjen Lecanidae. Inga underarter finns listade i Catalogue of Life.